# Listen before talk
LBT(Listen before talk)は、無線局が通信を行う際に、他局の通信を妨げないために、周辺局が通信中でないことを確認してから通信を開始する仕組みのこと。
他局が通信中でないかどうかを確認する方法の１つとして、自身の使用しようとするチャネルのエネルギーレベルを観測する「キャリアセンス」という方法がある。ただし、遮蔽物などがあり、うまく他局を検出できない隠れ端末問題なども発生することがある。